# هلیکوپتر امداد
مجموعه تلویزیونی هلیکوپتر امداد (آلمانی: Medicopter 117 – Jedes Leben zählt) بین سال‌های ۱۹۹۷ تا ۲۰۰۲ در ۷ فصل و ۸۲ قسمت توسط شبکه‌های آر تی ال و او آر اف ساخته شد.